# Smyra parvula
Smyra parvula är en fjärilsart som beskrevs av Walker 1865. Smyra parvula ingår i släktet Smyra och familjen nattflyn. Inga underarter finns listade i Catalogue of Life.